# Johann Lehner

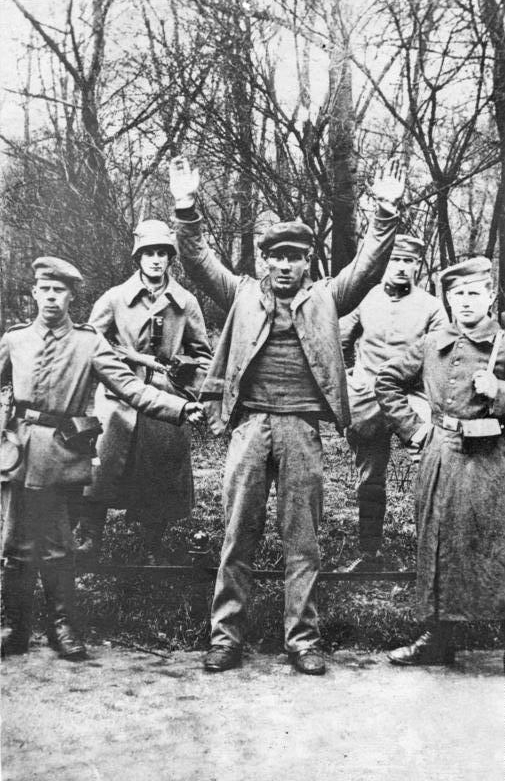
Johann Lehner z podniesionymi rękami na chwilę przed zastrzeleniem

Johann Lehner (ur. 1901, zm. 3 maja 1919) – niemiecki tokarz, ofiara zabójstwa podczas interwencji Reichswehry tłumiącej Bawarską Republikę Rad.

## Morderstwo
Johann Lehner został uwięziony przez żołnierzy rządu Wirtembergii 3 maja 1919 roku podczas tłumienia Bawarskiej Republiki Rad. Chociaż był w stanie się zidentyfikować, żołnierze pomylili go z podejrzanym o nazwisku Seidl lub Seidel, który podobno zamordował dziesięciu zakładników w Gimnazjum Luitpolda w Monachium 30 kwietnia 1919 roku. Lehner został natychmiast zastrzelony bez procesu. 
Fotografia przedstawiająca Johanna Lehnera z podniesionymi rękami, została rozesłana jako kartka pocztowa i podpisana „Der Geiselmörder Seidl” (pol. Morderca zakładników Seidl). Fotografem był kapitan Freikorpsu Hermann Pfeiffer.